# Ганбаров, Мири Ахад оглы
Мири Ахад оглы Ганбаров (азерб. Miri Əhəd oğlu Qənbərov; 25 мая 1935 год, Лерикский район, Азербайджанская ССР — 11 февраля 2020 год Баку) — государственный и политический деятель. Депутат Милли меджлиса Азербайджанской Республики II и III созывов. Министр торговли Азербайджанской Республики (1994—1997).

## Биография
Родился Мири Ганбаров 25 мая 1935 году в Лерикском районе, ныне Республики Азербайджан. После окончания средней школы с 1952 по 1954 годы работал техником-контролером и секретарем комсомольской организации Лянкаранского кирпичного завода. В 1956 году завершил обучение в Бакинском кооперативном техникуме, а в 1964 году закончил обучение на факультете товароведения промышленных товаров Азербайджанского государственного университета (ныне Бакинский государственный университет).
С 1956 по 1961 годы работал товароведом, главным товароведом центрального торгового управления «Азериттифаг». С 1961 по 1971 годы трудился в должности заместителя директора управления строительных и хозяйственных товаров «Азериттифаг», а с 1971 по 1978 годы генеральный директор этого управления. С 1978 по 1979 годы работал главным специалистом в «Азериттифаг». С 1979 по 1981 годы работал в должности главного специалиста, а затем и начальником отдела городского управления торговли, был директором Октябрьского (ныне Ясамальского) районного управления продовольствия. С 1981 по 1994 годы — генеральный директор Республиканского объединения оптово-розничной торговли «Спортивные товары».
С 1994 по 1997 годы занимал пост министра торговли Азербайджанской Республики. С июня 1997 года являлся председателем акционерного общества «Азерконтракт».
Избирался депутатом Милли Меджлиса Азербайджанской Республики второго и третьего созывов. За время работы в парламенте являлся членом Постоянной комиссии Милли Меджлиса по аграрной политике, руководителем рабочей группы по межпарламентским связям Азербайджан-Египет, членом рабочих групп по межпарламентским связям Азербайджан-Эстония, Азербайджан-Канада, азербайджанской делегации в Парламентском Собрании Организации Исламская конференция.
Член Партии «Новый Азербайджан».
Женат, воспитал четверых детей.
Умер 11 февраля 2020 года в городе Баку.

## Награды
- Орден Слава (24 мая 2005 года) — за заслуги в экономическом развитии Азербайджана[5].
- Почётный диплом Президента Азербайджанской Республики (24 мая 2010 года) — за активное участие в общественной жизни Азербайджанской Республики[6].